# Canton de Geispolsheim
Le canton de Geispolsheim est une ancienne division administrative française située dans le département du Bas-Rhin, en région Alsace.

## Composition
Le canton de Geispolsheim comprenait 10 communes :
- Blaesheim
- Duppigheim
- Entzheim
- Eschau
- Fegersheim
- Geispolsheim (chef-lieu)
- Holtzheim
- Kolbsheim
- Lipsheim
- Plobsheim

## Représentation

### Conseillers généraux de 1833 à 2015
| Période | Période      | Identité                           | Étiquette              | Qualité |
| ------- | ------------ | ---------------------------------- | ---------------------- | --- |
| 1833    | 1849 (décès) | Jean-Baptiste Magnier              | Majorité ministérielle | Chef d'escadron, commandant la gendarmerie du Bas-Rhin Député (1841-1842)                                           |
| 1849    | 1852         | Charles François Dessoliers        |                        | Juge de paix du canton de Geispolsheim                                                                              |
| 1852    | 1861         | Edouard Huder                      |                        | Imprimeur à Strasbourg                                                                                              |
| 1861    | 1870         | Baron Alfred Renouard de Bussierre | Majorité dynastique    | Banquier, Directeur de la Monnaie de Paris Député (1845-1848, 1852-1870)                                            |
| 1870    | 1871         | Comte Edmond de Pourtalès          |                        | Commandant du 4e bataillon de la garde nationale mobile du Bas-Rhin Propriétaire de la Robertsau à Strasbourg       |
| 1871    | 1919         | pas de conseillers généraux        |                        | |
| 1919    | 1925         | Georges Weill                      | SFIO                   | Journaliste Député (1924-1928 et 1932-1936)                                                                         |
| 1925    | 1937         | Alfred Schalck                     | UPR                    | Propriétaire Maire de Fegersheim                                                                                    |
| 1937    | 1940         | Charles Oster                      | PC-SFIC                | Maître charpentier Maire de Lingolsheim (1933-1939)                                                                 |
|         |              |                                    |                        | |
| 1945    | 1973         | Charles Reichenshammer (1906-1988) | MRP puis CD            | Vétérinaire Maire d'Illkirch-Graffenstaden (1953-1971)                                                              |
| 1973    | 1998         | Marcel Geistel (1927-2001)         | UDR puis RPR           | Éleveur ovin Maire de Geispolsheim (1983-1995)                                                                      |
| 1998    | 2015         | Sébastien Zaegel                   | RPR puis UMP           | Cadre Maire de Geispolsheim (1995-2020) Vice-Président du Conseil Général Elu en 2015 dans le Canton de Lingolsheim |

### Conseillers d'arrondissement (de 1833 à 1871 et de 1919 à 1940)
Le canton de Geispolsheim appartenait à l'arrondissement de Strasbourg
Il avait deux conseillers d'arrondissement à partir de 1919.
| Période                                  | Période      | Identité                   | Étiquette       | Qualité |
| ---------------------------------------- | ------------ | -------------------------- | --------------- | --- |
| 1833                                     | 1842         | M. Heim                    |                 | Fabricant à Fegersheim                                                                                       |
| 1842                                     | 1845         | M. Huder                   |                 | Ancien notaire                                                                                               |
| 1845                                     | 1848         | Louis Schmidt              |                 | Maire d'Eschau                                                                                               |
|                                          |              |                            |                 | |
| 1922                                     |              | M. Sprauel                 | Union populaire | |
| 1922                                     |              | M. Gruber                  | Union populaire | |
| 1922                                     | 1930 (décès) | M. Béry                    | Union populaire | |
| Mars 1930                                | 1934         | Auguste Fritz              | RG              | Cultivateur, maire d'Eschau                                                                                  |
| 1934                                     | 1937         | Charles Oster (1891-1964)  | PC-SFIC         | Maitre charpentier, maire de Lingolsheim (1933-1939) Destitué en 1939                                        |
| 1937                                     | 1940         | Joseph Ott (1897-?)        | PC-SFIC         | Ouvrier tanneur à Lingolsheim, puis cordonnier à Duttlenheim                                                 |
| 1937                                     | 1940         | Albert Gremmel (1897-1975) | PC-SFIC         | Ouvrier à l'Electricité de Strasbourg, habitant Geispolsheim Expulsé d'Alsace en juin 1940 pour francophilie |
| 1940                                     |              |                            |                 | Les conseils d'arrondissement ont été suspendus par la loi du 12 octobre 1940 et n'ont jamais été réactivés  |
| Les données manquantes sont à compléter. |              |                            |                 | |

## Résultats
- Élections cantonales 2011 :

1er tour
Inscrits : 24 801
Abstentions : 14 559 (58,70 %)
Votants : 10 242 (41,30 %)
Blancs et nuls : 206 (0,83 %)
Exprimés : 10 036 (40,47 %)
- Sébastien Zaegel (UMP) 50,6 %
- Pascale Elles (FN) 20,1 %
- Philippe Delecolle (EELV) 13,3 %
- Alain Caps (PS) 11,9 %
- Jérôme Goepfert (REG) 4,1 %

2e tour :
Inscrits : 24801
Abstentions : 14 407 (58,09 %)
Votants : 10 394 (41,91 %)
Blancs et nuls : 590 (2,38 %)
Exprimés : 9 804 (39,53 %)
- Sébastien Zaegel (UMP) 72,9 %
- Pascale Elles (FN) 27,1 %